# Eilhard Alfred Mitscherlich

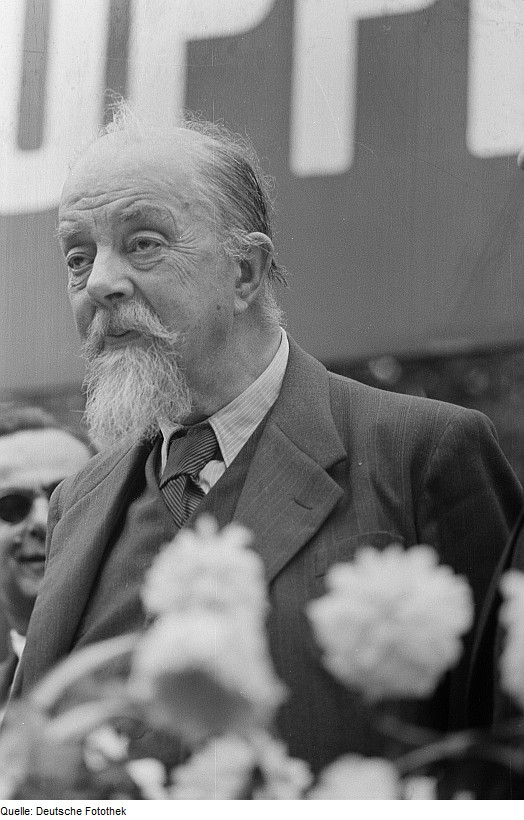
Eilhard Alfred Mitscherlich.

Eilhard Alfred Mitscherlich, född den 29 augusti 1874 i Berlin, död den 3 februari 1956 i Paulinenaue, var en tysk lantbrukskemist och växtfysiolog. Han var sonson till Eilhard Mitscherlich.
Mitscherlich forskade inom områdena markvetenskap, växtfysiologi och odling. Han var professor vid Humboldt-Universität zu Berlin och Königsbergs universitet.